# Cessione del credito
La cessione del credito è un accordo tramite cui un soggetto, detto cedente, trasferisce a un altro (cessionario) il suo credito verso un debitore (ceduto).
La cessione è un termine usato solitamente per il trasferimento dei diritti di credito e dei diritti personali di godimento, nonché di altre posizioni soggettive parziali; è un termine che perciò può riguardare anche i cosiddetti acquisti derivativo-costitutivi, in base ai quali - sulla base di una posizione soggettiva più ampia - si trasferisce una posizione soggettiva più ristretta.
I termini trasferimento e cessione non sempre coincidono: il primo di solito investe i diritti reali e implica l'acquisto dell'intera posizione soggettiva che faceva capo al dante causa.

## Presupposti della cessione
I presupposti per aversi cessione del credito sono due:
- titolarità della posizione soggettiva da cedere;
- disponibilità della posizione soggettiva da parte del titolare (restano esclusi, pertanto, dal novero dei diritti cedibili i cosiddetti diritti indisponibili, dichiarati tali dalla legge o indisponibili per loro natura, perché in tal caso vi è difetto di legittimazione a disporre).

Generalmente non sono disponibili certe situazioni soggettive inerenti alla persona del titolare (come ad esempio i crediti per alimenti) oppure intimamente connessi con una posizione soggettiva più ampia, come avviene ad esempio con riferimento ai diritti potestativi. Qui si è posto in dottrina il problema della cedibilità del patto di riscatto, che risulta indisponibile e incedibile se configurato come diritto potestativo di recesso, e invece cedibile se considerato come condizione risolutiva del contratto.
Per quanto riguarda i cosiddetti diritti accessori, di regola è ammessa la loro cessione unitamente ai diritti principali cui ineriscono, ma in taluni casi è ammissibile anche una cessione autonoma (ad esempio, cessione del diritto agli interessi).

## Regolamentazione
È un contratto trilaterale (rileva l'accordo concluso tra cedente, cessionario e ceduto (debitore) che può opporsi in caso di prestazioni ad intuitu personae) con efficacia consensuale (il trasferimento del diritto avviene con il raggiungimento dell'accordo e a seguito della notifica al debitore). Il creditore cedente aliena ad un terzo, detto cessionario, il proprio diritto di credito, dietro il pagamento di un corrispettivo o a titolo gratuito.
Se la cessione è a titolo oneroso il creditore cedente dovrà garantire l'esistenza e la validità del diritto di credito; se invece la cessione sarà a titolo gratuito il creditore cedente risponderà al cessionario solo per evizione.
La notifica al debitore dell'avvenuta cessione è prassi necessaria per rendere efficace il negozio; ove manchi la notifica ed il debitore esegua la prestazione nei confronti del creditore cedente, questo comportamento non gli potrà essere imputato e far sorgere in capo ad esso alcuna responsabilità.
Se sono avvenute più cessioni dello stesso diritto di credito sarà valida la cessione la cui notifica è stata per prima conosciuta dal debitore.
Il terzo subentra nella titolarità del diritto il cui oggetto e i cui elementi accessori (garanzie reali e personali, privilegi) non mutano per l'avvenuta cessione, ma vengono anzi mantenuti.
La cessione può essere:
- Pro soluto: Quando il cedente non deve rispondere dell'eventuale inadempienza (solvibilità) del debitore. Garantisce solamente dell'esistenza del credito.
- Pro solvendo: Quando invece il cedente risponde dell'eventuale inadempienza del debitore.

Ulteriore figura di cessione è la cessione del credito in garanzia, che si configura come ipotesi intermedia fra pegno di crediti e cessione pro solvendo ("in funzione di adempimento").
Possono essere oggetto di cessione di credito non solo il diritto al conseguimento di una somma di denaro, ma anche il credito di una qualunque prestazione di dare, fare o consegnare.
Una giurisprudenza consolidata ha stabilito che la qualità della cessione (pro-soluto o pro-solvendo) è basata sulla sostanza e non sulla forma, vale a dire che non deve fare riferimento al testo letterale del contratto di cessione che vincola le parti, ma al reale rapporto esistente tra le parti. 

Se questo rapporto si svolge come un contratto di cessione pro-solvendo, prevale il contratto sotteso e sussiste il diritto di retrocessione del credito anche se l'intero contratto si esprime senza equivoci a favore del pro-soluto, e tutte le clausole relative sono automaticamente nulle. 

Sono esempi di questo rapporto sotteso:
- le cessioni con pagamento rateizzato al cedente in base al rientro del debitore. Ciò che differenzia i flussi finanziari da un Total return swap è il fatto che questi hanno data e importo variabili in base ai pagamenti del debitore al cessionario;
- una garanzia non opponibile (avallo, fidejussione, ecc.) di pari importo tra cedente e cessionario.

Caso dubbio è l'incasso del credito in un'unica tranche non anticipato e condizionato al pagamento del debitore.

## Contabilizzazione
Possono essere depennati dal bilancio solamente i crediti ceduti pro-soluto in via sia formale che sostanziale, con il trasferimento effettivo del rischio di insolvenza dei debitori. Se la cessione è formalmente pro-solvendo, oppure in presenza di un contratto di tipo pro-solvendo che ne sottende in realtà uno in sostanza pro-soluto, i crediti oggetto di cessione devono permanere in contabilità.
La violazione di questi principi contabili configura il reato di falso in bilancio.

## L'art. 1260 del Codice civile
L'art. 1260 del Codice civile dispone: «Il creditore può trasferire a titolo oneroso o gratuito il suo credito, anche senza il consenso del debitore, purché il credito non abbia carattere strettamente personale, o il trasferimento non sia vietato dalla legge. Le parti possono escludere la cedibilità del credito, ma il patto non è opponibile al cessionario, se non si prova che egli lo conosceva al tempo della cessione».
In quest'ultimo caso, se il cedente viola il patto sarà comunque obbligato al risarcimento verso il debitore ceduto, ma la cessione avrà comunque effetti, salvo si dimostri la malafede del cessionario.
Il cessionario (art. 1264) è tenuto alla notifica della cessione al ceduto (debitore) dato che, in mancanza di essa, se il ceduto adempie al cedente invece che al cessionario egli è liberato dall'obbligazione a meno che il cessionario non provi che il ceduto era a conoscenza dell'esistenza della cessione. In questo caso il ceduto dovrà pagare nuovamente al cessionario, salvo vedersi poi restituito il pagamento dal cedente.
Obbligazione del cedente è quella di garantire l'esistenza del credito al momento della cessione (pro soluto), mentre il cedente non risponderà dell'eventuale inadempimento del contraente ceduto a meno che egli non dichiari espressamente di assumersi tale garanzia (in tal caso si avrà cessione pro solvendo).